# Pythokritos
Pythokritos (Oudgrieks: Πυθόκριτος, Pythókritos, Latijn: Pythocrĭtus) was een oud-Griekse beeldhouwer die rond 200 v.Chr. actief was op het eiland Rhodos. Hij is degene van wie wordt vermoed dat hij het beeld Nikè Van Samothrake heeft gemaakt, dat sinds 1884 in het Louvre staat. 

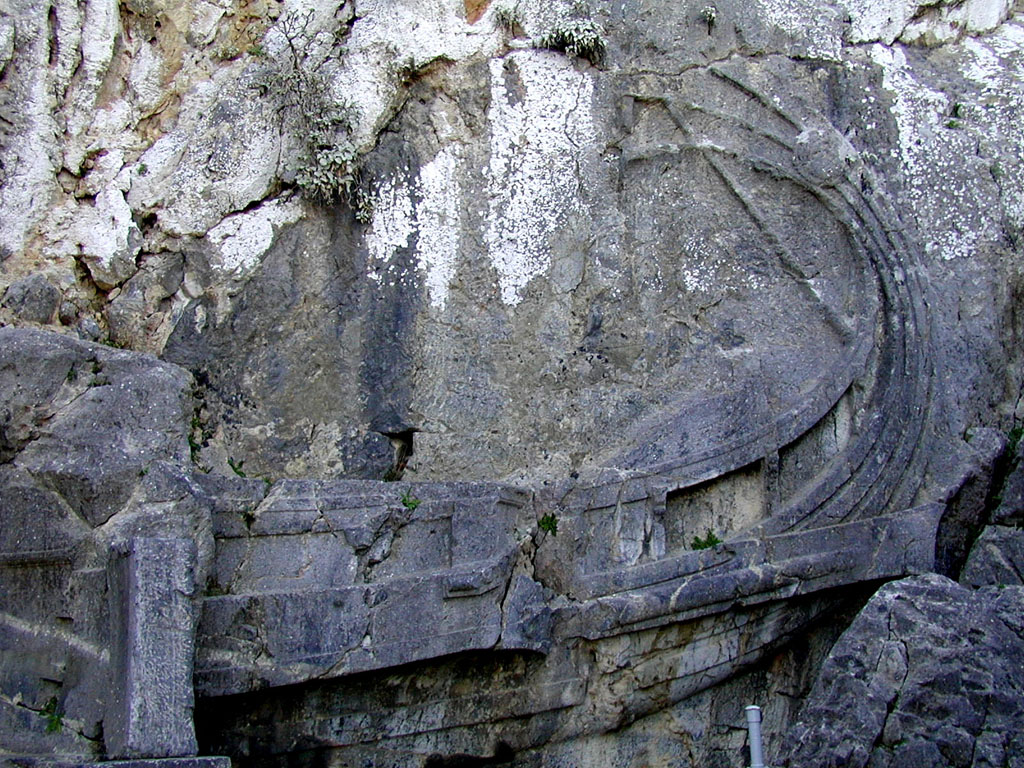
Het schip van Lindos

Op Rhodos zijn diverse inscripties met de naam van Pythokritos gevonden. Een van deze inscripties is te vinden op de akropolis van Lindos: zijn naam staat daar vermeld op een reliëf van een schip dat in de rots is uitgehouwen. Ook langs de kust van Karië en in Olympia is zijn werk teruggevonden.